# António Aguilar
António Maria Maurício de Aguilar (Lisboa, 6 de junho de 1978) é um ex-jogador de rugby union português. Atuava como ponta.
Jogou no Grupo Desportivo de Direito, onde foi bicampeão nacional nos seus dois primeiros anos como sénior. Em seguida transferiu-se para o Mont-de-Marsan, da II Divisão francesa, por mais dois anos. Regressou, em seguida, a Portugal, para jogar novamente no Direito. 
Aguilar jogou 79 vezes pela Seleção Nacional de Râguebi, de 1999 a 2012, marcando 23 ensaios, 115 no total. Foi campeão do Torneio das Seis Nações B, em 2004, e foi seleccionado para a Selecção Nacional que esteve presente na fase final do Campeonato do Mundo de Râguebi, em 2007, atuando em três jogos.